# Kami-Amakusa
Kami-Amakusa („Ober-Amakusa“, wobei „oben“/kami und „unten“/shimo sich in geographischen Namen seit der Antike oft auf die Nähe zum Zentrum beziehen, hier auf die „obere“ und „untere“ Amakusa-Insel; jap. 上天草市 Kami-Amakusa-shi) ist eine japanische Stadt in der Präfektur Kumamoto auf den Amakusa-Inseln.

## Geschichte
Die Stadt wurde am 31. März 2004 durch die Zusammenlegung der Gemeinden Himedo (姫戸町, -machi), Matsushima (松島町, -machi), Ōyano (大矢野町, -machi) und Ryūgatake (龍ヶ岳町, -machi) des Landkreises Amakusa gegründet.

## Verkehr
- Straße:
  - Nationalstraße 266, 324

## Söhne und Töchter der Stadt
- Amakusa Shirō (um 1621–1638), Führer des Shimabara-Aufstandes

## Weblinks

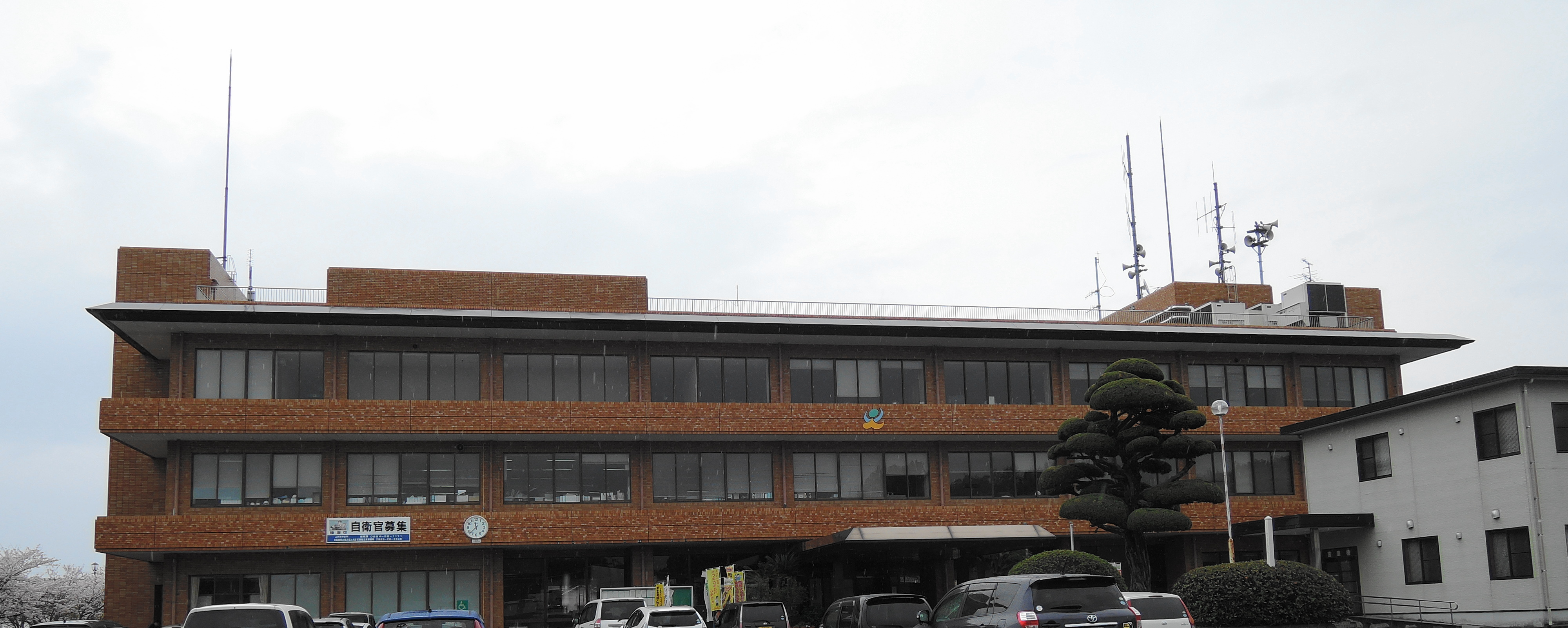
Rathaus von Kami-Amakusa

## Angrenzende Städte und Gemeinden
- Uki
- Amakusa